# Jan Peter Balkenende
Jan Pieter Balkenende, dit Jan Peter Balkenende (en néerlandais : [jɑm ˈpeːtər ˈbɑlkənˌɛndə] ), né le 7 mai 1956 à Biezelinge, est un homme d'État néerlandais. Membre de l'Appel chrétien-démocrate (CDA), il est Premier ministre des Pays-Bas de 2002 à 2010.
Juriste formé à l'université libre d'Amsterdam, il est élu représentant à la Seconde Chambre des États généraux pour l'Appel chrétien-démocrate en 1998, à l'âge de 42 ans. Trois ans plus tard, il prend la direction du CDA et de son groupe parlementaire, alors dans l'opposition. À la suite des élections législatives de 2002, il parvient à se faire désigner Premier ministre par la reine Beatrix en formant une coalition de droite unissant son parti aux populistes de la LPF et aux libéraux-démocrates du VVD. Cette alliance s'effondre en moins de quatre-vingt-dix jours, ce qui fait du mandat de son gouvernement le plus court de l'après-guerre. Le résultat des élections anticipées de 2003 lui assure sa reconduction après avoir remplacé la LPF par les sociaux-libéraux des D66.
Un différend avec ces derniers au sujet de la ministre de l'Immigration Rita Verdonk en 2006 conduit à la chute de la coalition, la formation d'un cabinet minoritaire transitoire et la convocation de nouvelles élections anticipées. Il se maintient au pouvoir après ce scrutin moyennant la constitution d'une grande coalition qui l'associe aux travaillistes du PvdA et aux calvinistes de la CU au début de l'année 2007. Cette coalition chute au bout de trois ans après un désaccord au sujet de l'engagement militaire en Afghanistan. La déroute du CDA aux élections anticipées de 2010 l'amène à se retirer de la vie politique.
En 2022, sur proposition du gouvernement, il est fait ministre d'État par le roi Willem-Alexander.

## Éléments personnels

### Formation et carrière
Jan Pieter Balkenende achève ses études secondaires à Goes en 1974, et entre à l'université libre d'Amsterdam, où il obtient une maîtrise en arts d'histoire en 1979, puis une maîtrise de droit l'année suivante.
Juriste au conseil des universités néerlandaises de 1982 à 1984, il travaille ensuite pendant quatre ans pour l'institut de recherche politique de l'Appel chrétien-démocrate (CDA) jusqu'en 1988. En 1992, il décroche son doctorat de droit.

### Vie familiale
Il est le fils de Jan Pieter Balkenende, un marchand de céréales, et de Thona Johanna Sandee, qui était enseignante.
Il est marié à Bianca Hoogendijk et père d'une fille, Amelie, avec lesquelles il vit à Capelle aan den IJssel. Balkenende loua cependant un appartement à La Haye, et ne vécut donc pas à la Catshuis, la résidence officielle du Premier ministre des Pays-Bas. Il fait en outre partie de l'Église protestante des Pays-Bas, qui prêche le calvinisme.

## Parcours politique
Après avoir été membre du conseil municipal d'Amstelveen entre 1982 et 1998, il est élu représentant à la Seconde Chambre des États généraux lors des élections législatives de 1998, remportées par les travaillistes de Wim Kok. Il est alors choisi comme porte-parole du parti pour les finances tout en participant à d'autres sujets comme les affaires sociales, la justice ou les affaires intérieures. Dans son rôle de porte-parole, il a plaidé pour une réduction de la dette publique et un assainissement des finances publiques.
Il est élu président du groupe parlementaire du CDA le 1er octobre 2001, puis désigné tête de liste (lijsttrekker) de la formation le 3 novembre en vue des législatives du 15 mai 2002. Le jour du scrutin, le CDA engrange dix points supplémentaires et redevient, avec 43 représentants sur 150, la première formation parlementaire du pays.

### Premier ministre (2002–2010)

#### Premier mandat (2002–2003)
Jan Peter Balkenende est nommé Premier ministre des Pays-Bas le 22 juillet 2002, dix-huit jours après avoir été désigné formateur par la reine Beatrix. Il prend alors la tête d'un gouvernement de coalition rassemblant le CDA, le Parti populaire libéral et démocrate (VVD) et la Liste Pim Fortuyn (LPF, populistes). L'alliance s'écroule au bout d'à peine quatre-vingt six jours, du fait des dissensions internes à la LPF, et de nouvelles élections législatives sont convoquées pour le 22 janvier 2003.

#### Deuxième mandat (2003–2006)

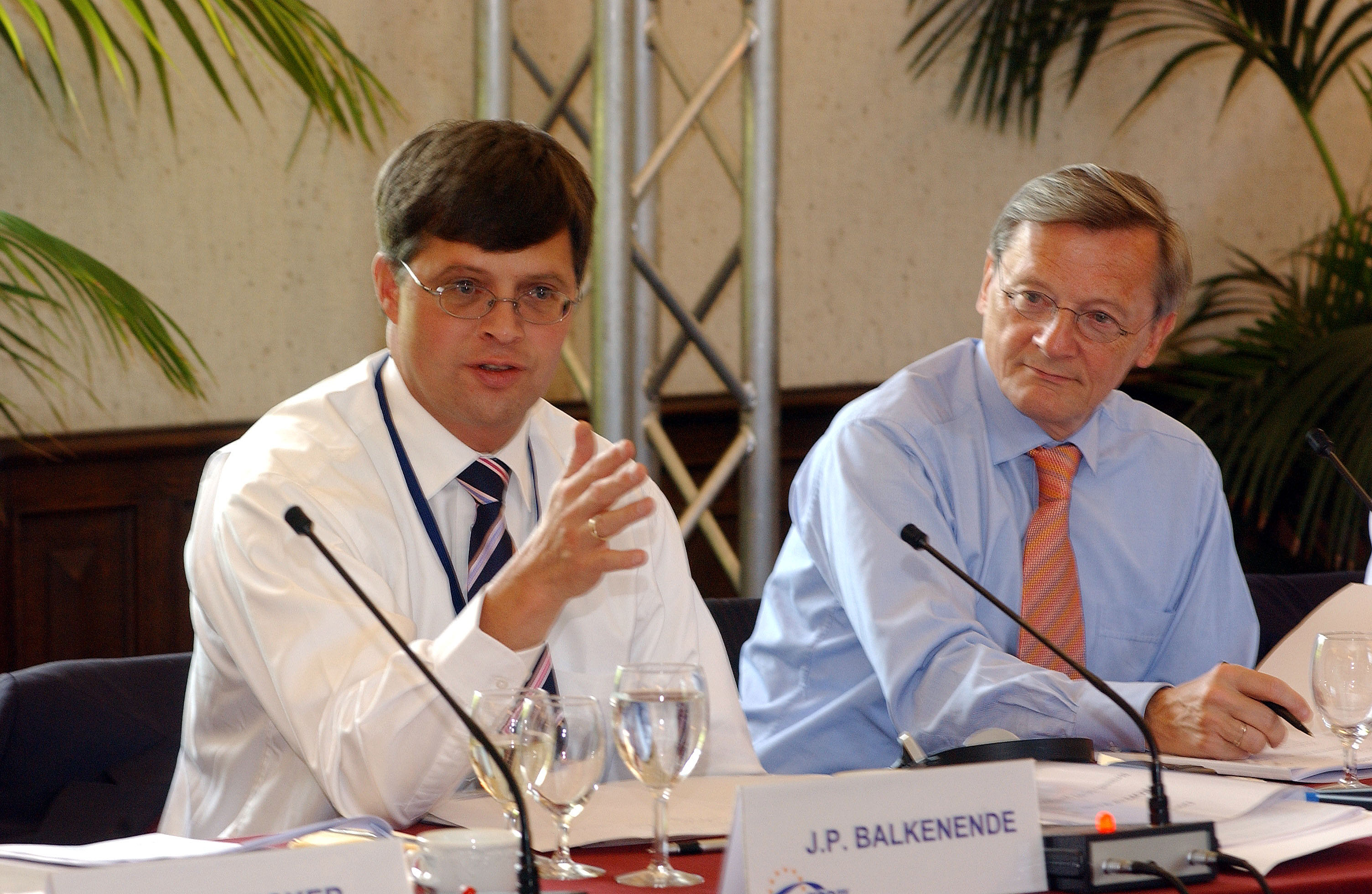
Balkenende en 2005.

Vainqueur du scrutin avec 44 sièges contre 42 au Parti travailliste (PvdA), il forme une nouvelle coalition réunissant le CDA, le VVD et le parti réformateur de centre gauche des Démocrates 66 (D'66).
Doté d'une courte majorité de 78 sièges sur 150, le gouvernement a procédé durant son mandat à la réforme des services publics, engagé une lutte plus sévère contre la criminalité, adopté une politique d'immigration plus stricte, notamment sous l'impulsion de Rita Verdonk, et procédé à une forte réduction des dépenses publiques. Ces mesures ont conduit à un fort mécontentement de l'opinion publique, notamment vis-à-vis de Balkenende et de son parti. Même si le CDA a réussi, à la surprise générale, à rester le premier parti du pays aux élections européennes, il a subi de lourdes pertes lors des élections locales de 2006. Au début de cette même année, du fait de son impopularité, il est victime d'une tentative de putsch interne visant à le faire remplacer par le ministre de l'Agriculture, Cees Veerman, qui refuse de s'y prêter et apporte son soutien au Premier ministre. Sa popularité connaît ensuite une nette remontée et il finit par dépasser le chef de l'opposition, le travailliste Wouter Bos.
Il a par ailleurs été, du 1er juillet 2004 au 31 décembre 2004, président du Conseil européen dans le cadre de la présidence tournante. Dans un même temps, il a soutenu la création du Zuidas à Amsterdam, de nos jours l'un des plus importants quartiers d'affaires en Europe.
Point marquant de son deuxième mandat, Balkenende fut hospitalisé et placé en soins du 14 septembre au 15 octobre 2004 dans sa ville de résidence de Capelle aan den IJssel à la suite d'une blessure au pied droit. La direction du pays fut officieusement donnée au vice-Premier ministre Gerrit Zalm durant cette période, qui incluait le Prinsjesdag.

#### Gouvernement minoritaire (2006)
Le 30 juin 2006, il est de nouveau contraint de démissionner après le retrait des D'66 du gouvernement de coalition, qui entendent ainsi protester contre l'action de la ministre VVD de l'Immigration Rita Verdonk, de vouloir faire déchoir de sa nationalité et expulser la députée Ayaan Hirsi Ali, à la suite des révélations faites par cette dernière, née en Somalie et qui a menti lors de sa demande de naturalisation. Balkenende prend alors la tête de son troisième cabinet, en réalité un gouvernement minoritaire intérimaire. Il instaure par ailleurs en 2006 une règle qui a pris son nom, De balkenendenorm (ou JP-norm), qui stipule que tout fonctionnaire quel que soit son niveau de responsabilité, ne peut gagner plus que 130 % d'un salaire ministériel.
Au scrutin anticipé du 22 novembre 2006, sa formation arrive pour la troisième fois en tête avec 41 députés.

#### Troisième mandat (2006–2010)

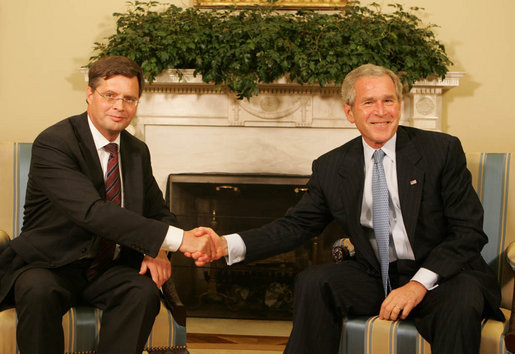
George W. Bush reçoit le Premier ministre néerlandais en 2008.

Le recul du VVD, l'effondrement des D'66 et la percée du Parti pour la liberté (PVV) du populiste Geert Wilders rendant impossible toute alliance à droite, il choisit de former une coalition avec le Parti du travail (PvdA) de Wouter Bos et l'Union chrétienne (CU) d'André Rouvoet.
Balkenende apparaît en octobre 2007 dans une émission du TROS TV Show sur Nederland 1. Les deux chroniqueuses Katja et Bridget sont invitées au Torentje pour une interview du Premier ministre mais ces dernières l'embrassent à la fin du programme. Sa réaction est le rire, tout comme celle de l'opinion publique.
Son gouvernement lance par ailleurs des études pour la réalisation en mer du Nord d'un polder ayant la forme d'une tulipe. Ce projet, motivé par le coût des habitations au sein de la Randstad Holland sera avorté en raison de la crise financière mondiale.
À la suite de la même crise bancaire et financière de l'automne 2008, le cabinet nationalise le 4 octobre 2008 le groupe Fortis Netherlands, qui inclut la banque Dutch ABN Amro. Quelques jours plus tard, il nationalise partiellement l'assureur mondial Internationale Nederlanden Groep (ING), et le recapitalise avec plus de dix milliards d’euros,. Il prend également part cette année-là, à la réunion du groupe Bilderberg aux États-Unis.
Du fait des dissensions sur la question du maintien du contingent néerlandais en Afghanistan, il présente la démission de son gouvernement le 20 février 2010, le PvdA s'étant retiré de la coalition en raison de son opposition au maintien des Pays-Bas en Afghanistan. En plus de cela, ils accusent Balkenende d'avoir lancé le pays dans la guerre d'Irak sans prendre au préalable pleine connaissance des risques que cela impliquait. Ils auraient préféré s'aligner sur la position de la France et non celle des États-Unis. La démission effective du cabinet est acceptée par la reine et entrée en vigueur le 23 février, mais ce dernier continue de gouverner sans le PvdA.
De nouveau tête de liste du CDA pour les élections législatives anticipées du 9 juin 2010, son impopularité l'empêche de bénéficier du traditionnel « bonus du Premier ministre », et sa formation subit une terrible déroute puisqu'elle n'obtient que vingt et un sièges, étant ainsi rétrogradée au rang de quatrième force politique du pays, derrière le VVD, le PvdA et le PVV. Jan Peter Balkenende décide alors d'en assumer la responsabilité en renonçant à la direction du parti et à son siège de député, quittant ainsi la vie politique.
La durée totale de ses mandats de Premier ministre est, au moment de son départ, la deuxième derrière celle de Ruud Lubbers, et désormais la troisième derrière celle de Mark Rutte mais Balkenende n'a jamais mené un mandat complet jusqu'au terme prévu.

## Retrait
Après avoir quitté son poste de Premier ministre, Balkenende prit quelques mois de congés sabatiques. Il est par la suite professeur à l'université Érasme de Rotterdam en gouvernance, institutions et internationalisation.
Le 1er avril 2011, Jan Peter Balkenende est par ailleurs nommé partenaire d'Ernst & Young Nederland. Enfin, le CDA a tenu à lui rendre hommage en créant un prix de l'innovation chez les jeunes à son nom, le Jan Peter Balkenende-Award.

## Distinctions
- Commandeur grand-croix de l'ordre royal de l'Étoile polaire